# Сульфінаміди

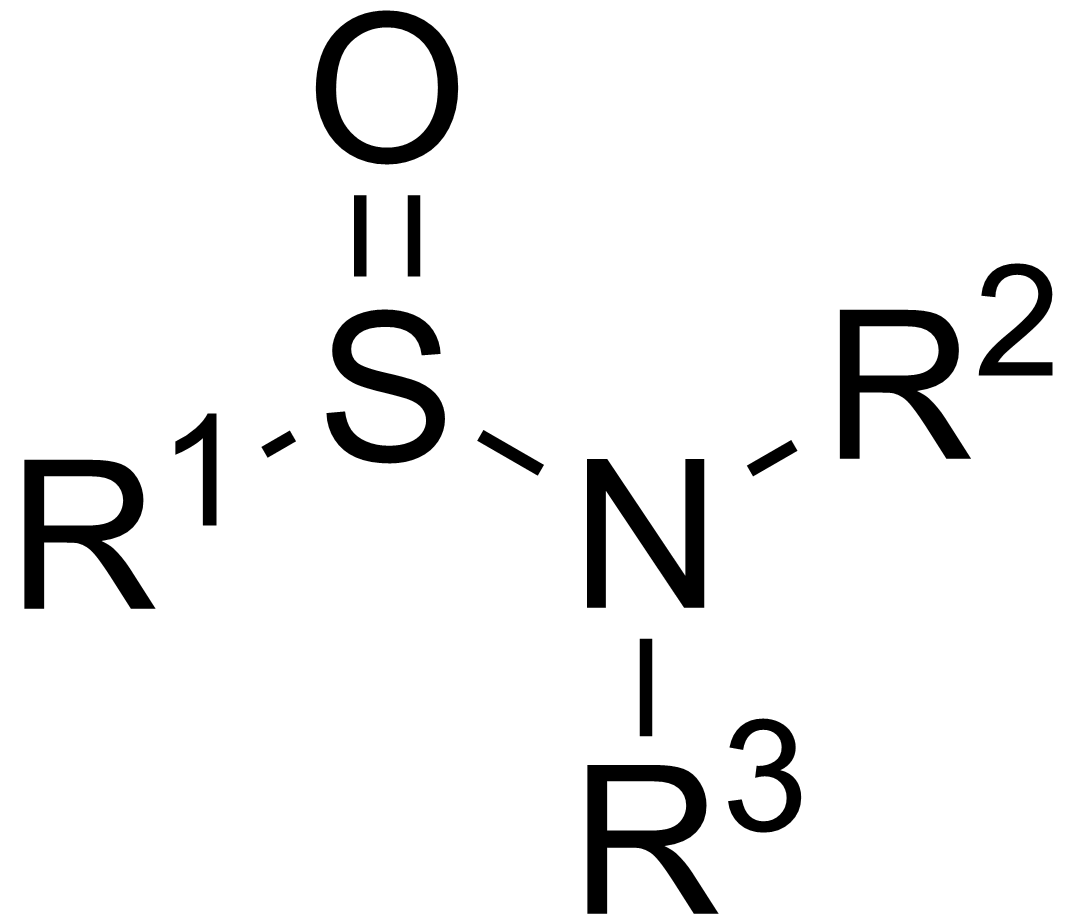
Структура сульфінаміду.

Сульфінаміди (рос. сульфинамиды, англ. sulfinamides) — аміди сульфінових кислот RS(=O)OH, тб. RS(=O)NR2. Пр., N-метилбензенсульфінамід PhS(=O)NHCH3.